# Белградско-Карловацкая архиепископия
Белградско-Карловацкая архиепископия (серб. Архиепископија београдско-карловачка) — территориально-административная и каноническая структура Сербской православной церкви. Центр епархии — город Белград. Правящий архиерей — Патриарх Сербский. Архиепископия ответственна за Белград и его окрестности, включает в себя 12 монастырей и 50 храмов.
Архиепископия была образована в 1931 году, когда были объединены Белградская митрополия и Сремско-Карловацкая епархия.
В 1947 году из неё были выделены Сремская и Шумадийская епархии, а город Панчево был передан Банатской епархии. В настоящее время, несмотря на присутствие в названии архиепископии, город Сремски-Карловци относится к Сремской епархии.

## Епископы
Митрополиты и архиепископы Белградские и Сремские
- Максим Бранкович (1508—1516)
- Иаков (1560—1561)
- Макарий (1589)
- Виссарион (1612)
- Феодор (1623—1628)
- Авессалом (1631—1632)
- Иосиф (викарный епископ хоповский до 1641)
- Неофит (викарный епископ хоповский до 1641)
- Лонгин (1545—1547)
- Иларион (1650—1654)
- Ефрем (1662—1672)
- Паисий (1678—1680)

Белградские митрополиты
- Моисей (Петрович) (1718—1726)
  - 1726—1731 — объединена с Карловацкой митрополией
- Иеремия (Папазоглу) (1766—1784)
- Дионисий (Папазоглу) (1785—1791)
- Мефодий (1791—1801)
- Леонтий (Ламбрович) (1801—1810)
- Мелетий (Стефанович) (1810—1813)
- Дионисий (Нишлия-Попович) (1813—1815)
- Мелетий (Павлович) (1815—1816)
- Агафангел Константинопольский (1816—1826)
- Кирилл Белградский[болг.] (1826—1827)
- Анфим (1828—1830)
- Мелетий (Павлович) (1830—1833)
- Петр (Йованович) (1833—1859)
- Михаил (Йованович) (1859—1898)
- Моисей (Вересич) (30 октября 1881—1883) местоблюститель
- Феодосий (Мраович) (1883—1889) не признан большей частью духовенства
- Иннокентий (Павлович) (15 февраля 1898 — 19 мая 1905)
- Димитрий (Павлович) (1 сентября 1905 — 25 ноября 1920)

Митрополиты Белградско-Карловацкие, патриархи Сербские;
- Димитрий (Павлович) (25 ноября 1920 — 6 апреля 1930)
- Варнава (Росич) (12 апреля 1930 — 24 июля 1937)
- Гавриил (Дожич) (21 февраля 1938 — 7 мая 1950)
- Викентий (Проданов) (1 июля 1950 — 5 июля 1958)
- Герман (Джорич) (14 сентября 1958 — 27 августа 1990)
- Павел (Стойчевич) (1 декабря 1990 — 15 ноября 2009)
- Ириней (Гаврилович) (23 января 2010 - 20 ноября 2020)
- Порфирий (Перич) (с 19 февраля 2021)